# Iglesia de San Miguel Arcángel (Smolnik)
La Iglesia de San Miguel Arcángel en Smolnik es una iglesia gótica, de madera, situada en el pueblo de Smolnik desde el siglo XVIII, que junto con diferentes tserkvas está designada como parte de las tserkvas de madera de la región de los Cárpatos en Polonia y Ucrania.

## Historia
La primera referencia a la existencia de una tserkva en la Iglesia ortodoxa oriental en Smolnik proviene de un registro en 1589 de la Tierra de Sanok. Se presume que el tserkva de madera fue construido a la vez que el pueblo, en 1530. Lo más probable es que el tserkva fuera destruido por el fuego o las inundaciones. La segunda tserkva de la Iglesia ortodoxa oriental  del pueblo se levantó en 1602, siendo el párroco Jan Hryniewiecki. El tserkva se quemó en octubre de 1672, muy probablemente debido a las  invasiones tártaras. Después de 1672, otro tserkva fue levantado en un lugar diferente para aumentar su defensa de las invasiones. Desde 1697, el Tratado de Brest-Litovsk se aplicó en la parroquia de Smolnik. El cuarto tserkva que se construyó en el pueblo se completó el 1 de agosto de 1791. El primer tserkva se llevó a cabo en 1921, financiado en gran parte por la parroquia. La teja de madera del techo fue reemplazada por estaño y  fue renovado el iconostasio. La afiliación del tserkva fue a la Iglesia greco-católica ucraniana hasta 1951, cuando como parte del intercambio territorial polaco-soviético de 1951, Smolnik fue devuelto a Polonia y la población del área se trasladó a la Unión Soviética. Parte del interior del tserkva se trasladó a Łańcut. En 1974, el tserkva fue transferido a la parroquia católica. El tserkva había sido objeto de una importante renovación entre 2004 y 2005.